# Yukarıbalcılar, Pervari
Yukarıbalcılar là một xã thuộc huyện Pervari, tỉnh Siirt, Thổ Nhĩ Kỳ. Dân số thời điểm năm 2008 là 683 người.